# Abbaye Notre-Dame du Sacré-Cœur de Westmalle
Pour les articles homonymes, voir Abbaye Notre-Dame, Notre-Dame du Sacré-Cœur (homonymie) et Westmalle.
L'abbaye Notre-Dame du Sacré-Cœur de Westmalle est une abbaye trappiste située à Westmalle (commune de Malle), entre Anvers et Turnhout, dans la province d'Anvers (Région flamande de Belgique).
Elle fut fondée en 1794, lorsqu'un groupe de moines qui se trouvait à Anvers, avec l'intention de partir en Amérique, fut convaincu par l'évêque d'Anvers de s'installer dans son diocèse, dans une modeste ferme. Le prieuré connut de suite les vicissitudes de la politique, alternant les situations d'exil et les retours, du fait de l'avancée des troupes républicaines françaises en 1794 et du décret impérial de 1810 supprimant les ordres contemplatifs.
La communauté retrouve son prieuré définitivement en 1814, lequel est élevé en abbaye en 1836. L'abbaye essaime en 1838 à Meersel, entre 1872 et 1896 à Tegelen aux Pays-Bas, puis plus tard au Congo belge.
L'ensemble monastique que l'on peut voir aujourd'hui fut construit à la fin du XIXe siècle. Il possède une bibliothèque abritant plusieurs dizaines de milliers de volumes. La communauté trappiste compte aujourd'hui une vingtaine de moines. Elle assure sa propre subsistance en travaillant à la ferme, à la fromagerie ou à la brasserie.

## Fondation
Le dernier évêque d'Anvers de l'ancien régime, Corneille-François de Nélis, souhaitait la présence dans son diocèse d'une communauté de moines cisterciens, issue de la réforme de l'abbé de Rancé. Il s'adresse à Augustin de Lestrange, supérieur des moines de La Trappe installés, en exil, dans l'ancienne chartreuse de La Valsainte, en Suisse.
Lorsqu'en 1794, un groupe de ces moines se trouve à Anvers, avec l'intention de partir en Amérique, l'évêque les persuade de s'installer dans son diocèse, et leur offre une modeste ferme pertinemment appelée Nooit Rust (Jamais de repos). Ils acceptent et la date du 12 avril 1794 est considérée comme date de fondation du monastère.

## Histoire
À peine commencent-ils à aménager la petite ferme que les moines trappistes doivent repartir. Le 6 juin 1794 l'avancée des troupes républicaines françaises les envoie de nouveau en exil.
Après la signature du concordat entre Napoléon et le Saint-Siège (en 1801), une relative liberté religieuse permet aux moines de revenir à Westmalle (1802). Cela ne dure pas : un décret impérial (28 juillet 1810) supprimant les ordres contemplatifs remet leur présence en question. Les moines abandonnent de nouveau leur prieuré. En août 1814, cependant, leur retour à Westmalle est définitif, puisqu'ils y sont encore aujourd'hui.
En 1836, le prieuré est érigé en abbaye par Grégoire XVI. Martin Dom en est le premier abbé. Il est également le Vicaire Général des trappistes dans la « nouvelle Belgique ». Son abbatiat est marqué par une première fondation : en 1838 un groupe de moines s’installe à Meersel. La communauté déménage à Achel en 1846 : c’est l'abbaye d'Achel.
Sous l'abbatiat du second abbé, Benoît Wuyts (1872 à 1896) un prieuré est fondé à Tegelen (aux Pays-Bas).
À la demande expresse de Léon XIII, faisant suite à la requête de Léopold II, un groupe de moines part fonder une communauté trappiste au Congo belge.

## Aujourd'hui
Une communauté de moines cisterciens-trappistes, moins nombreuse qu'auparavant, anime toujours l'abbaye. Celle-ci compte dix-huit moines en 2023. L'hospitalité y est importante, comme le veut la règle de saint Benoît.
Fidèles à la règle bénédictine Ora et labora (Prie et travaille), les moines travaillent de leurs mains. Ils assurent leur propre subsistance en travaillant dans un des trois secteurs de production de l’abbaye : la ferme, la fromagerie ou la brasserie. Les revenus générés, s'ils dépassent les besoins de la communauté et de l'abbaye, sont distribués aux personnes dans le besoin ou à des œuvres apostoliques, missionnaires ou caritatives.

### Fromagerie

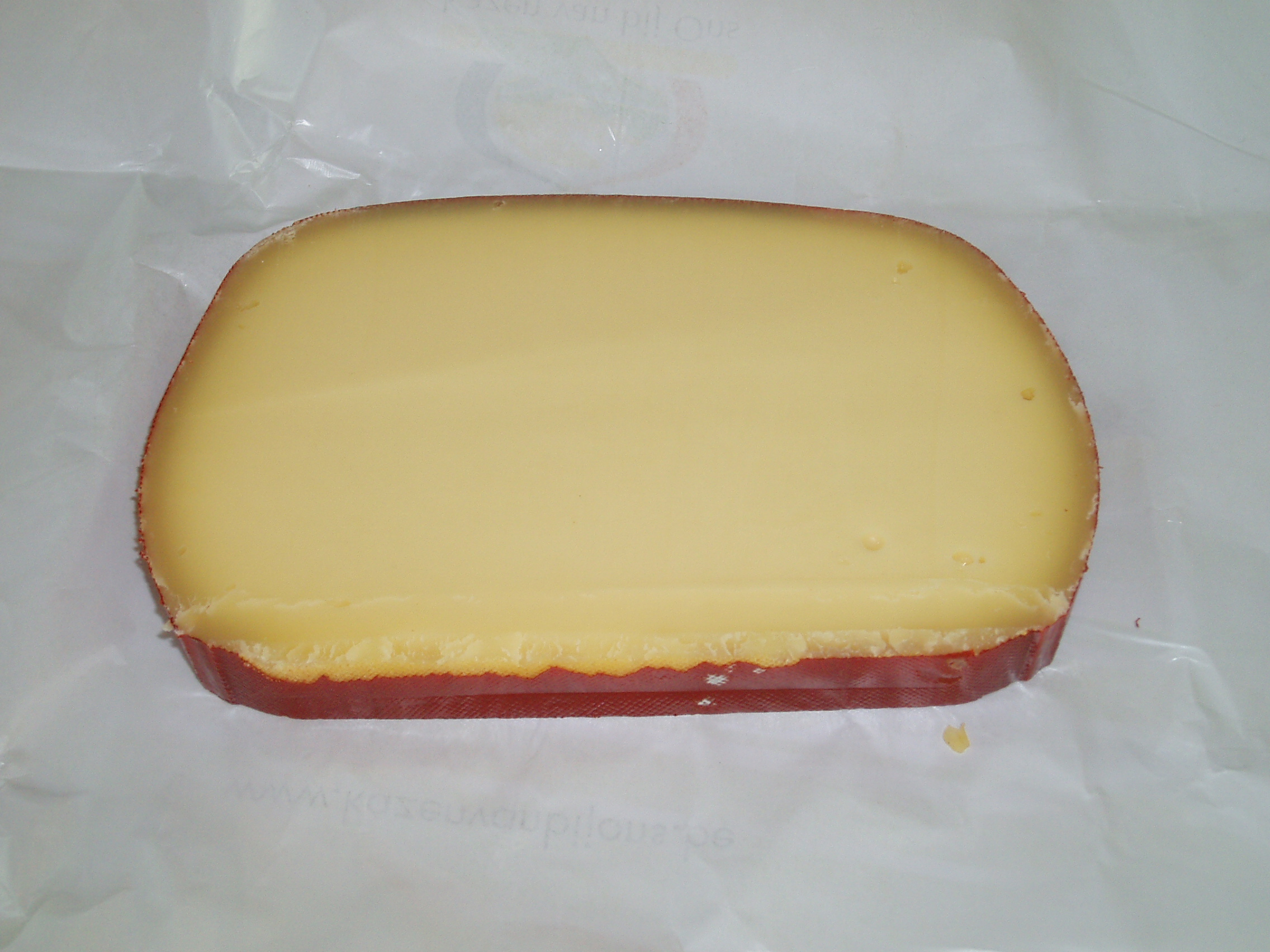
Le Westmalle (coupé).

L'abbaye de Westmalle produit un fromage trappiste au lait de vache à pâte semi-dure, le fromage de Westmalle (es).
La production est artisanale et s'organise six étapes. Après la traite quotidienne des vaches, le lait est chauffé et remué à 30 °C ce qui entraîne la coagulation du lait. Après trente minutes de repos un mélange gélatineux appelé le caillé est obtenu. Une fois que le caillé est assez ferme, il est lavé puis pressé dans des moules pour obtenir une structure homogène. Les fromages sont ensuite plongés dans une saumure. Enfin les fromages sont entreposés dans une salle d'affinage où ils sont retournés tous les jours à la main. La dégustation peut commencer après deux mois d'affinage.

## Aspects culturels

### Architecture
La plus grande partie du complexe monastique que l'on peut voir aujourd'hui fut construite à la fin du XIXe siècle. Les travaux se terminent au début du XXe siècle, en 1900 précisément, sous l'abbatiat de Ferdinand Broechoeven, sauf pour l'église qui en est antérieure d'une trentaine d'années. Dans les années 1930, les bâtiments sont agrandis, la ferme et la brasserie sont modernisées.
On distingue finalement deux vastes quadrilatères :
- celui de la communauté comprenant l'église abbatiale, la bibliothèque, le cloître et d'autres lieux de la vie communautaire ;
- l'autre abritant les ateliers (une imprimerie par exemple), la ferme et la brasserie, à quelque distance du premier.

### Autres aspects
Ce centre cistercien règne sur une imposante collection de toiles anciennes et de manuscrits : cartulaires, parchemins, antiphonaires, graduels et autres documents de grande valeur, s'additionnant aux plusieurs dizaines de milliers de volumes que rassemble la bibliothèque.

## Prieurs et abbés
- Arsenius (Pierre Bertrand) Durand (Châtellerault 1761 - Lulworth 1804), prieur du 6 juin 1794 à mars 1795
- Eugenius Bonhomme de la Prade (Carcassonne 1764 - Verlaine 1816), prieur de mars à octobre 1795
- Maurus (Joseph) Mori (Gand 1768 - Melleray 1842), prieur de 1802 à août 1810
- Alexius (Alex) Van Kerckhove (Lokeren 1767 - Westmalle 1826), prieur de 1810 à 1826
- Martinus (Frans Daniel) Dom (Kontich 1791 - Westmalle 1873), prieur de 1826 à 1836 et abbé de 1836 à 1872
- Benedictus Wuyts (Vlimmeren 1819 - Westmalle), abbé du 16 mars 1872 au 13 juillet 1896, était auparavant abbé de l'abbaye Saint-Sixte de Westvleteren.
- Ferdinandus Broechoven (Berlaar 1839 - Westmalle 1921), abbé du 12 août 1896 au 12 septembre 1911
- Herman-Joseph Smets (de) (Anvers 1875 - Rome 1943), abbé du 30 octobre 1911 au 16 juillet 1929
- Tarcisius (Cornelius) van der Kamp (Amsterdam 1891 - Weert 1939), abbé du 17 août 1929 au 19 décembre 1939
- Robertus Eyckmans (Herentals 1887 - Westmalle 1971), abbé du 20 janvier 1940 au 12 septembre 1956
- Eduardus (Albert Edward) Wellens (°Uden 1916), abbé du 9 octobre 1956 au 15 janvier 1967
- Deodaat De Wilde (°Rumbeke 1903), abbé du 3 mars 1967 au 1er avril 1975
- Bartholomeus De Strijcker, abbé du 17 avril 1975 au 13 octobre 1987
- Ivo (Raphaël) Dujardin (°Turnhout 1938), abbé du 28 octobre 1987 au 2 juillet 2004
- Nathanaël (Gaston) Koninkx (°Zandhoven, 1947)[2], prieur du 12 juillet 2004 au 11 juillet 2005 et abbé depuis le 11 juillet 2005.